# Palm Springs North, Florida
Palm Springs North är en ort (CDP) i Miami-Dade County, i delstaten Florida, USA. Enligt United States Census Bureau har orten en folkmängd på 5 253 invånare (2010) och en landarea på 2,1 km².